# قطب‌الدین شیرازی
قطب‌الدین شیرازی (با نام کامل قطب الدین محمود بن مسعود بن مصلح کازرونی) (زاده ۶۳۳ – درگذشته ۷۱۰ ه‍.ق) یکی از علمای ایرانی قرن هفتم و اوایل قرن هشتم هجری است که نقش مهمی در گسترش حکمت و فلسفه، علوم طبیعی، پزشکی و هنر داشته‌است. وی فرزند مولانا ضیاءالدین مسعود بن مصلح کازرونی پزشک معروف و از مشایخ صوفیه بود که در سال ۶۳۳ قمری در کازرون پا به عرصه وجود نهاد.
قطب‌الدین علاوه بر شاگردی در نزد پدر از محضر بزرگانی چون کمال‌الدین ابوالخیر بن مصلح کازرونی، شمس‌الدین محمد بن احمدالحکیم الکیشی، شرف‌الدین زکی بوشکانی، خواجه نصیر طوسی، نجم‌الدین کاتبی، علامه قطب‌الدین مؤیدالدین عرضی و کمال کوفی بهره فراوانی یافت تا آنجا که علاوه بر پزشکی، بر علوم دیگری چون ریاضی، فلسفه، علوم ادبی، دین‌شناسی، موسیقی، نواختن رباب و سرودن شعر، بازی شطرنج و فنون شعبده‌بازی به چیرگی شگفت‌انگیزی دست یافت. او مدتی در شهرهای سیواس و ملطیه به شغل قضاوت اشتغال یافت و در زمانی دیگر از طرف تکودار، ایلخان مغول به سمت سفارت، همراه اتابک پهلوان به مصر نزد ملک قلادون الفی اعزام شد. آرامگاه وی در مقبرةالوزرای چرنداب تبریز است.
علامه در اندک زمانی در علوم معقول و منقول سرآمد فضلای عصر خود بود و در طول مدت حیات خود بیش از بیست اثر به فارسی و عربی از خود باقی گذاشت.
قطب‌الدین شیرازی در علم موسیقی و فیزیک از سرآمدان زمان خود بوده‌است. اگرچه قطب‌الدین را نمی‌توان شاگرد صفی‌الدین ارموی -نظریه‌پرداز موسیقی قرن هفتم- دانست؛ ولی او را باید بدون شک نخستین شارح کتب صفی‌الدین ارموی قلمداد کرد. قطب‌الدین بخش مفصلی از کتاب دائرةالمعارف چندجلدی خود به نام درةالتاج را به موسیقی اختصاص داده و در آن‌جا به تشریح نظریات صفی‌الدین ارموی، مخصوصاً مطالبی که در «رسالة الشرفیة» بیان شده، پرداخته‌است.
در سال ۱۳۹۰ هزار و دویست و پنجاهمین سالگرد تولد قطب‌الدین شیرازی از طرف ایران و سازمان یونسکو جشن گرفته شد.

## آرای قطب الدین شیرازی در علم هیئت

### مدل افلاک ماه

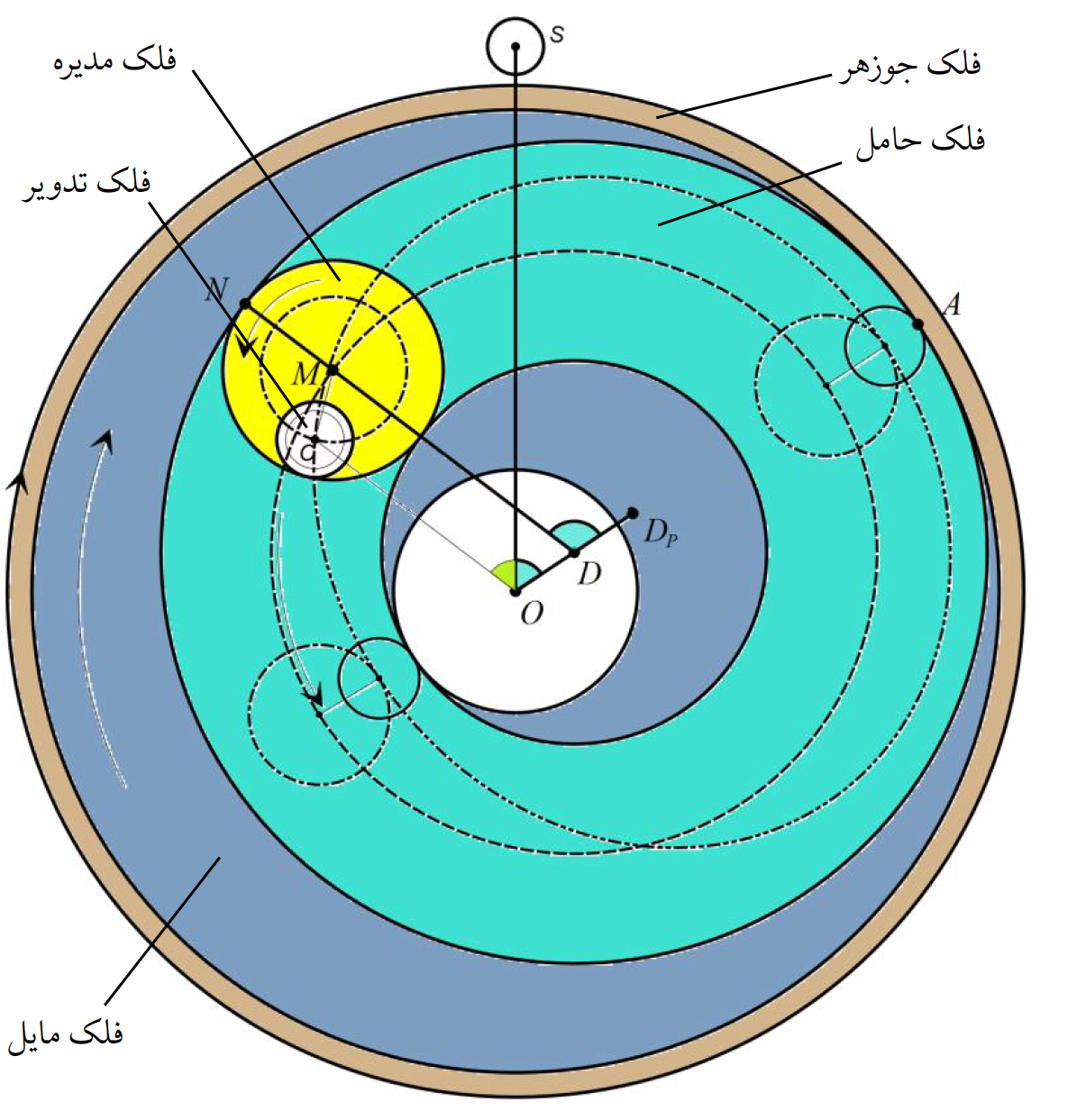
شکل ۱ - الگوی افلاک قطب الدین شیرازی برای ماه

مدل افلاک شیرازی در کتاب «نهایة الإدراک فی درایة الأفلاک» برای ماه که در شکل ۱ دیده می‌شود، نسبت به مدل افلاک بطلمیوسی ۲ فلک اضافه دارد، یکی فلک مدیره و دیگری فلکی برای خنثی کردن چرخش وضعی اضافه‌ای که توسط فلک مدیره به چرخش تدویر افزوده می‌شود، هر چند شیرازی در کتاب «التحفةالشاهة» این فلک را حذف می‌کند و در عوض سرعت تدویر را تغییر می‌دهد. با اینکه برای اولین بار مؤیدالدین عُرضی از مدل مدیره استفاده کرده بود، ولی به لزوم وجود چنین فلکی که حرکت اضافهٔ تدویر را خنثی کند، توجه نکرده بود.
بنابراین تعداد افلاک مدل شیرازی برای ماه شش فلک است، بدین قرار:
۱. فلک جوزهر به مرکز عالم O.
۲. فلک مایل به مرکز عالم و مایل از دائرةالبروج به اندازهٔ ۵ درجه.
۳. فلک خارج مرکز یا حامل: منطقهٔ این فلک در صفحهٔ مایل قرار دارد.
۴. فلک مدیره: شعاع این فلک rm = 1/2 e و با سرعت ωm = ωc می‌چرخد.
۵. فلک حافظه: این فلک، هم‌مرکز با تدویر است و با سرعت ωc- می‌چرخد.
۶. فلک تدویر: سرعت این فلک برابر با ۴ ؛۱۳- ωp = ωa = است.
بنابراین مرکز تدویر C روی مسیری شبه دایره به مرکز Dp و با سرعت یکنواخت نسبت به O می‌چرخد. تفاوت مدل شیرازی و بطلمیوس، چنان‌که خودش متذکر می‌شود، در دو نکته خلاصه می‌شود: افزودن دو فلک مدیره و حافظه، و تغییر خروج از مرکز حامل به نصف مقدار قبلی. البته همان‌طور که گفته شد این مدل در تحفه تصحیح شده و فلک حافظه از آن حذف شده‌است.

## آثار
- درة التاج لغرة الدباج (یکی از مهم‌ترین آثار علامه قطب‌الدین می‌باشد که دانشنامه‌ایست فلسفی به معنای «علم‌العلوم». کتاب درةالتاج (۷۰۵–۶۹۳) پس از کتاب شفای ابن سینا مهم‌ترین کتاب جامعی است که در فلسفه تألیف شده‌است و به‌طور کلّی دوازده رشته از علوم و از آن جمله موسیقی را در برمی‌گیرد.
- نهایة الأدراک فی درایة الأفلاک (به عربی، در زمینهٔ نجوم و هیئت، دارای چهار مقاله: مقدّمات، هیئت اجرام، زمین و مقادیر اجرام. همچنین دارای مطالب جدیدی دربارهٔ مکانیک، زمین‌شناسی، هواشناسی، نور و مباحثی دربارهٔ نظرات کیهانی ابن هیثم و ابوبکر محمّد بن احمد خرقی)
- تحفة الشاهیه (به عربی، در نجوم و هیئت)
- ترجمهٔ فارسی کتاب اصول اقلیدس در هندسه
- اختیارات مظفری (به فارسی، در نجوم و هیئت)
- رسالة فی حرکة الدرجة فی النسبة بین المستوی و المنحنی (منسوب به علّامه، در هیئت و ریاضی)
- شرح کتاب حکمة الاشراق از شهاب‌الدین سهروردی (از این روست که او را فیلسوف اشراقی دانسته‌اند.)
- تحفة السعدیه (شرحی بر کتاب قانون در طب از ابن سینا)
- شرح کتاب مفتاح العلوم از سکاکی (مفتاح المفتاح)
- شرح کتاب مختصر الأصول از ابن حاجب (در فقه)
- رساله در تحقیق عالم مثال (دربارهٔ عالم مثال، معاد جسمانی و کیفیت آخرت)
- رسالهٔ فعلت فلاتلم (در هیئت)
- شرح کتاب روضة الناظر از خواجه نصیر طوسی
- اجوبة المسائل (در طرح چند پرسش و ابهام فلسفی)

## آثار مشکوک منسوب به قطب‌الدین شیرازی

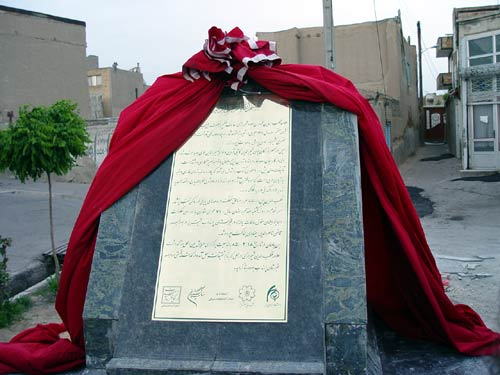
مقبره شیرازی در چرنداب تبریز

علّامه قطب‌الدین رسالات و تألیفات دیگری نیز دارد که در منسوب کردن برخی از این آثار به علامه در نظر مورخان جای شبهه و ابهام است و از آن میان می‌توان به رسالات زیر اشاره نمود:
- حاشیه بر کتاب الکشاف عن الحقایق التنزیل از زمخشری
- فتح المنان فی تفسیر القرآن
- خریدة العجایب
- رسالة فی بیان الحاجة الی الطب و آداب الاطباء و وصایائهم
- شرح کتاب نجات ابن سینا
- شرح اشارات ابن سینا
- مشکلات التفاسیر یا مشکلات القرآن
- مشکل الاعراب
- شرح الاسرار از شهاب‌الدین سهروردی
- التبصرة فی الهیئة